# Reaching for the Moon (film 2013)
Reaching for the Moon (Flores Raras) è un film biografico del 2013 diretto da Bruno Barreto. Il film si basa sul romanzo Flores Raras e Banalíssimas scritto da Carmem Lucia de Oliveira.
L'opera narra la storia d'amore della poetessa americana Elizabeth Bishop e dell'architetta brasiliana Lota de Macedo Soares. Ambientato in gran parte a Petrópolis tra il 1951 e 1967 il film racconta la storia della vita passionale e spesso tumultuosa di Bishop con Soares in un ménage à trois.

## Trama
New York, 1951. La poetessa Elizabeth Bishop siede su una panchina del Central Park con l’amico e mentore Robert Lowell; è alla ricerca di ispirazione per il suo lavoro e l’amico la convince a partire. Si reca così a Rio de Janeiro per far visita a Mary Morse, una sua vecchia amica del college, che ora vive in una splendida villa progettata dalla compagna, l’architetta Lota de Macedo Soares.
Elisabeth non ha intenzione di rimanere a lungo, nonostante Mary tenti in ogni modo di appianare le divergenze tra la compagna e l’amica (Elisabeth è urtata dai modi troppo diretti dell'architetta brasiliano, mentre Lota è irritata dall'atteggiamento distaccato e freddo della poetessa). Ma, dopo questo primo momento di avversione, Lota ed Elisabeth cedono all’attrazione reciproca e si innamorano.
Mary, ancora innamorata, non riesce a lasciare Lota, che è determinata a vivere con entrambe. A Mary adotta il figlio che tanto desiderava e per la Bishop fa costruire nella proprietà uno studio/appartamento.
Il ménage à trois si rivela difficile: Mary è corrosa dalla gelosia e dai rimorsi per aver perso tutto per stare accanto a Lota, ma cresce la piccola con amore; Elisabeth si rifugia sempre più nell’alcool ma, in quel periodo, vive una fase artistica molto produttiva che da lì a poco verrà coronata con il premio Pulitzer per la poesia; Lota, invece, si immerge sempre di più nel suo lavoro per la costruzione del Flamingo Park di Rio.
Qualche tempo dopo Elizabeth Bishop decide di tornare per un anno a New York per lavorare presso la New York University. Lota prende male questa decisione di Elisabeth e, di conseguenza, continua a consumarsi nel lavoro, ciò comporterà per lei una crisi di nervi.

## Distribuzione
Reaching for the Moon ha avuto la sua anteprima mondiale al Festival di Berlino, prima della proiezione al Tribeca Film Festival e al Mardi Gras Film Festival 2014.
I diritti di distribuzione internazionali sono stati concessi in licenza a Cinema Management Group.

## Accoglienza

### Incassi
Il film ha incassato in Brasile 45.502 dollari americani.

### Critica
Sull'aggregatore di recensioni Rotten Tomatos il film detiene il 66% di recensioni positive con un voto medio di 5.9/10. Su Metacritic l'opera ha una valutazione di 44/100 su una base di 8 critici.
FilmTv.it ha valutato il film con 2 stelle e mezzo su 5.

## Riconoscimenti
- Grande Prêmio do Cinema Brasileiro - 2014
  - Miglior attrice (Glória Pires) - vinto
  - Miglior costume designer (Marcelo Pies) - vinto
  - Miglior regia (Bruno Barreto) - vinto
  - Miglior direttore artistico (José Joaquim Salles) - vinto
  - Miglior lungometraggio - candidatura
  - Miglior direttore della fotografia - (Mauro Pinheiro Júnior) - candidatura
  - Miglior trucco (Ancelmo Saffi) - candidatura
  - Migliori effetti visivi (Robson Sartori) - candidatura
  - Miglior montaggio (Letícia Giffoni) - candidatura
  - Migliore sceneggiatura adattata (Matthew Chapman e Julie Sayres) - candidatura
  - Miglior colonna sonora (Marcelo Zarvos) - candidatura
- GLAAD Media Awards - 2014
  - Miglior film della piccola distribuzione - candidatura